# Stensjön (Lena socken, Uppland)
Stensjön är en sjö i Uppsala kommun i Uppland och ingår i Norrströms huvudavrinningsområde. Sjön är 2,2 meter djup, har en yta på 0,0629 kvadratkilometer och befinner sig 43 meter över havet. Sjön avvattnas av vattendraget Lejstaån.

## Delavrinningsområde
Stensjön ingår i det delavrinningsområde (665671-161388) som SMHI kallar för Vid Q i Län punkt. Medelhöjden är 49 meter över havet och ytan är 23,94 kvadratkilometer. Det finns inga avrinningsområden uppströms utan avrinningsområdet är högsta punkten. Lejstaån som avvattnar avrinningsområdet har biflödesordning 4, vilket innebär att vattnet flödar genom totalt 4 vattendrag innan det når havet efter 126 kilometer. Avrinningsområdet består mestadels av skog (90 procent). Avrinningsområdet har 0,15 kvadratkilometer vattenytor vilket ger det en sjöprocent på 0,6 procent.